# Sportjahr 1879
Liste der Sportjahre

◄◄ | ◄ | 1875 | 1876 | 1877 | 1878 | Sportjahr 1879 | 1880 | 1881 | 1882 | 1883 | ► | ►►

Weitere Ereignisse

## Ereignisse

### Veranstaltungen
- 5. April: Cambridge gewinnt das Boat Race gegen Oxford in der Zeit von 21′18″.
- Der Norweger Olaf Haugann erreicht beim Skispringen auf dem Husebybakken in Kristiania (Oslo), die Weltrekordweite von 20 Metern.

### Vereinsgründungen
- 5. Januar: Im 1876 gegründeten Kopenhagener Sportverein Kjøbenhavns Boldklub wird erstmals auch Assoziationsfußball gespielt.
- 19. April: Der FC St. Gallen, der älteste noch bestehende Fußballverein in Kontinentaleuropa, wird gegründet.
- 29. Juni: Vier ehemalige Mitglieder des Turnvereins TSV 1860 München gründen den MTV München von 1879.
- 20. September: Der älteste irische Fußballverein Cliftonville FC entsteht in Belfast, als in der Lokalzeitung ein Geschäftsmann Interessenten für den Cliftonville Association Football Club sucht. Am 29. September findet bereits das erste Spiel des Vereins auf dem vereinseigenen Cricketplatz statt, das Cliftonville gegen eine Auswahl von Rugbyspielern allerdings mit 1:2 verliert.
- 31. Oktober: Der irische Rugby-Union-Verein Leinster Rugby wird gegründet.
- Oktober: In Sunderland wird der Fußballverein Sunderland & District Teachers Association gegründet.

## Geboren

### Januar
- 02. Januar: Rudolf Bauer, ungarischer Leichtathlet († 1932)
- 04. Januar: Piet Dickentman, niederländischer Radrennfahrer († 1950)
- 05. Januar: Erik Blomqvist, schwedischer Sportschütze († 1956)
- 07. Januar: Georges Dejaeghère, französischer Turner († unbekannt)
- 07. Januar: Frederick Heckwolf, US-amerikanischer Sprinter († 1924)
- 10. Januar: Pawel Iwanowitsch Woiloschnikow, russischer Sportschütze († 1938)
- 11. Januar: Ernst Jencquel, deutscher Ruderer († 1939)
- 11. Januar: John Symes, britischer Cricketspieler († 1944)
- 12. Januar: Ray Harroun, US-amerikanischer Automobilrennfahrer († 1968)
- 13. Januar: Frank Carter, britischer Geher († 1941)
- 17. Januar: Burt McKinnie, US-amerikanischer Golfspieler († 1946)
- 21. Januar: Pierre Gauthier, französischer Segler († unbekannt)
- 21. Januar: Joseph Roffo, französischer Rugbyspieler († 1933)
- 23. Januar: Evan Baillie Noel, britischer Jeu-de-Paume- und Racketsspieler sowie Sportjournalist († 1928)
- 24. Januar: Herbert Kerrigan, US-amerikanischer Hochspringer († 1959)
- 26. Januar: Richard Mohr, französischer Fechter († 1918)
- 26. Januar: Charles Sydney Smith, britischer Wasserballspieler († 1951)
- 28. Januar: Harry Kerr, neuseeländischer Geher († 1951)
- 29. Januar: Louis Prével, französischer Ruderer († 1964)

### Februar
- 01. Februar: Joseph Dowler, britischer Tauzieher († 1931)
- 05. Februar: Sandy Cowan, kanadischer Lacrossespieler und -schiedsrichter († 1915)
- 05. Februar: Fernando Soledade, brasilianischer Sportschütze († 1959)
- 06. Februar: Neville Bulwer-Lytton, britischer Tennis-, Cricket- und Jeu-de-Paume-Spieler († 1951)
- 06. Februar: Joe Deakin, britischer Mittelstreckenläufer († 1972)
- 06. Februar: Arnold Landvoigt, deutscher Rugbyspieler († 1970)
- 06. Februar: Léon Viart, französischer Turner († unbekannt)
- 08. Februar: Adolf Lindfors, finnischer Ringer († 1959)
- 08. Februar: Albert Taillandier, französischer Radrennfahrer († unbekannt)
- 09. Februar: Edward Benedicks, schwedischer Sportschütze († 1960)
- 11. Februar: Fritz Nicolai, deutscher Wasserspringer († 1946)
- 11. Februar: Nils Persson, schwedischer Segler († 1941)
- 15. Februar: Henry Hoobin, kanadischer Lacrossespieler († 1921)
- 20. Februar: Ernest Moreau de Melen, belgischer Fußballspieler († 1968)
- 24. Februar: Marcel Perrot, französischer Fechter († 1969)
- 26. Februar: Frank Greer, US-amerikanischer Ruderer und Rudertrainer († 1943)
- 26. Februar: Otto Nilsson, schwedischer Leichtathlet († 1960)

### März
- 01. März: Frank Odberg, belgischer Ruderer († 1917)
- 01. März: Raoul Sourzat, französischer Turner († 1965)
- 03. März: Louis Delaunoij, niederländischer Fechter († 1947)
- 03. März: Miltiades Manno, ungarischer Sportler und Künstler († 1935)
- 03. März: George Wilkinson, britischer Schwimmer und Wasserballspieler († 1946)
- 06. März: Gerhard Bock, deutscher Sportschütze († 1945)
- 06. März: Carl Veidahl, norwegischer Sportschütze († 1974)
- 13. März: Franz Hofmann, deutscher Radrennfahrer und Schrittmacher († 1926)
- 13. März: William Remington, US-amerikanischer Leichtathlet († 1963)
- 19. März: Joseph Krämer, deutscher Leichtathlet, Tauzieher und Turner († 1946)
- 21. März: Josef Steinbach, österreichischer Gewichtheber († 1937)
- 23. März: Émile Champion, französischer Leichtathlet († unbekannt)
- 25. März: Amedee Reyburn, US-amerikanischer Schwimmer und Wasserballspieler († 1920)
- 26. März: Waldemar Tietgens, deutscher Ruderer († 1917)
- 29. März: Frank Kugler, deutsch-US-amerikanischer Ringer, Gewichtheber und Tauzieher († 1952)
- 30. März: Coen de Koning, niederländischer Eisschnellläufer († 1954)
- 30. März: Samuel Vance, kanadischer Sportschütze († 1947)

### April
- 04. April: Gustav Goßler, deutscher Ruderer († 1940)
- 05. April: Emil Welz, deutscher Diskus- und Speerwerfer († unbekannt)
- 06. April: Lawrence Pentland, kanadischer Lacrossespieler († 1923)
- 06. April: Hermann Plaskuda, deutscher Fechter († 1918)
- 07. April: Angelo Dibona, Südtiroler Bergsteiger († 1956)
- 07. April: Philip Turnbull, walisischer Hockeyspieler († 1930)
- 08. April: Harold Humby, britischer Sportschütze († 1923)
- 08. April: Robert Schauffler, US-amerikanischer Tennisspieler († 1964)
- 10. April: Coenraad Hiebendaal, niederländischer Ruderer († 1921)
- 11. April: Øistein Schirmer, norwegischer Turner († 1947)
- 14. April: Adolf Bergman, schwedischer Tauzieher († 1926)
- 15. April: Alexander Gleichmann von Oven, deutscher Ruderer († 1969)
- 15. April: Red Jacket, kanadischer Lacrossespieler († unbekannt)
- 16. April: Léon Théry, französischer Rennfahrer († 1909)
- 17. April: Henri Tauzin, französischer Hürdenläufer († 1918)
- 19. April: Archie Robertson, britischer Langstreckenläufer und Radrennfahrer († 1957)
- 21. April: Maurice Verdonck, belgischer Ruderer († 1968)
- 24. April: André Roosevelt, französischer Rugbyspieler († 1962)

### Mai
- 01. Mai: Erich Ludwig, deutscher Rugbyspieler († 1934)
- 05. Mai: Louis Imbert, französischer Turner († 1945)
- 05. Mai: Søren Marinus Jensen, dänischer Ringer († 1965)
- 05. Mai: Manlio Pastorini, italienischer Turner († 1942)
- 06. Mai: Hendrik van Heuckelum, niederländischer Fußballspieler († 1929)
- 08. Mai: Wesley Coe, US-amerikanischer Kugelstoßer († 1926)
- 12. Mai: Ben Lear, US-amerikanischer Vielseitigkeitsreiter († 1966)
- 12. Mai: Theodore Pell, US-amerikanischer Tennisspieler († 1967)
- 14. Mai: Fred Englehardt, US-amerikanischer Weit- und Dreispringer († 1942)
- 14. Mai: Imre Kiss, ungarischer Stabhochspringer († 1913)
- 15. Mai: Albert Ireton, britischer Boxer und Tauzieher († 1947)
- 15. Mai: Ernst Schultz, dänischer Sprinter († 1906)
- 18. Mai: Dominique Follacci, französischer Kunstturner († unbekannt)
- 21. Mai: Jack Caffery, kanadischer Leichtathlet († 1919)
- 23. Mai: Dezső Lauber, ungarischer Sportler († 1966)
- 27. Mai: Nelson Margetts, US-amerikanischer Polospieler († 1932)
- 25. Mai: William Stickney, US-amerikanischer Golfspieler († 1944)
- 28. Mai: Erik Eriksson, schwedischer Schwimmer († 1940)
- 29. Mai: César Simar, französischer Radrennfahrer († 1934)

### Juni
- 01. Juni: Max Emmerich, US-amerikanischer Leichtathlet († 1956)
- 03. Juni: Vivian Woodward, englischer Fußballspieler († 1954)
- 05. Juni: René Pottier, französischer Radrennfahrer († 1907)
- 09. Juni: Harry DeBaecke, US-amerikanischer Ruderer († 1961)
- 14. Juni: Jēkabs Bukse, lettischer Radrennfahrer († 1942)
- 14. Juni: Arthur Duffey, US-amerikanischer Sprinter († 1955)
- 18. Juni: Fredy Budzinski, deutscher Radsportler und Radsportjournalist († 1970)
- 19. Juni: Rein Boomsma, niederländischer Fußballspieler († 1943)
- 24. Juni: Johannes Jordell, norwegischer Sportschütze († 1958)
- 26. Juni: Gustaf Adolf Jonsson, schwedischer Sportschütze († 1949)
- 27. Juni: Gunnar Wennerström, schwedischer Wasserballspieler und Schwimmer († 1931)
- 28. Juni: Charles Montier, französischer Autorennfahrer und Fahrzeugkonstrukteur († 1952)

### Juli
- 05. Juli: Dwight Filley Davis, US-amerikanischer Kriegsminister und Gründer des Davis Cups († 1945)
- 06. Juli: Henri Jobier, französischer Florettfechter († 1930)
- 13. Juli: Alfred Healey, britischer Hürdenläufer und Sprinter († 1960)
- 15. Juli: André Six, französischer Schwimmer († 1915)
- 15. Juli: Hermann Wraschtil, österreichischer Leichtathlet († 1950)
- 17. Juli: John Brennan, US-amerikanischer Weit- und Dreispringer († 1964)
- 18. Juli: Erik Severin, schwedischer Curlingspieler († 1942)
- 18. Juli: Adolf Spinnler, Schweizer Turner († 1951)
- 24. Juli: John Nicholas, englischer Fußballspieler († 1929)
- 25. Juli: Fritz Steuri, Schweizer Bergführer und Skisportler († 1950)
- 26. Juli: Otto Hieronimus, deutsch-österreichischer Automobilkonstrukteur und -rennfahrer († 1922)
- 000Juli: Lawrence Feuerbach, US-amerikanischer Kugelstoßer und Tauzieher († 1911)

### August
- 03. August: Georges Leuillieux, französischer Schwimmer und Wasserballspieler († 1950)
- 04. August: Maarten van Dulm, niederländischer Fechter († 1949)
- 05. August: Vladimir Aïtoff, französischer Rugby-Union-Spieler († 1963)
- 06. August: Alfred Beamish, englischer Tennisspieler († 1944)
- 08. August: Carl Svensson, schwedischer Gewichtheber und Tauzieher († 1956)
- 09. August: Fred Hendschel, US-amerikanischer Schwimmer († 1916)
- 11. August: Sándor Kugler, ungarischer Schwimmer († 1964)
- 14. August: Bernhard Larsson, schwedischer Sportschütze († 1947)
- 15. August: Benjamin Bradshaw, US-amerikanischer Ringer († 1960)
- 20. August: Alfred Swahn, schwedischer Sportschütze († 1931)
- 24. August: Carlo Biscaretti di Ruffia, italienischer Industriedesigner und Grafiker; Initiator des ersten Automobilrennens Italiens  († 1959)
- 24. August: Eugène Fraysse, französischer Fußballspieler († unbekannt)
- 24. August: Georg Westling, finnischer Segler († 1930)

### September
- 06. September: Knud Leonard Knudsen, norwegischer Turner († 1954)
- 11. September: Heikki Åhlman, finnischer Leichtathlet († 1960)
- 14. September: Adriano Andreani, italienischer Turner († 1960)
- 14. September: Andreas Brecke, norwegischer Segler († 1952)
- 14. September: Johannes Osten, niederländischer Fechter († 1965)
- 15. September: Jules Verbecke, französischer Schwimmer und Wasserballspieler († 1942)
- 17. September: James Snook, US-amerikanischer Sportschütze († 1930)
- 19. September: Homer Byington, US-amerikanischer Tennisspieler († 1966)
- 21. September: Axel Nordlander, schwedischer Vielseitigkeitsreiter († 1962)
- 22. September: Dāvids Veiss, russischer Sportschütze († 1961)
- 25. September: Hermann Barrelet, französischer Ruderer († 1964)
- 25. September: Willy Düskow, deutscher Ruderer († 1962)
- 27. September: Gil Andersen, norwegisch-US-amerikanischer Ingenieur, Automobilrennfahrer und Automobilmanager († 1935)
- 27. September: Fred Schule, US-amerikanischer Hürdenläufer und Olympiasieger († 1962)
- 29. September: Nils Bertelsen, norwegischer Segler († 1958)

### Oktober
- 02. Oktober: Léon Georget, französischer Radrennfahrer († 1949)
- 03. Oktober: Tom Nicolson, britischer Hammerwerfer und Kugelstoßer († 1951)
- 04. Oktober: George Clowes, britischer Motorbootfahrer († 1940)
- 05. Oktober: Gilchrist Maclagan, britischer Ruderer († 1915)
- 11. Oktober: Christian Schilling, deutscher Fußballspieler († 1955)
- 13. Oktober: Edward Hennig, US-amerikanischer Turner († 1960)
- 13. Oktober: Giovanni Piaz, italienischer Bergsteiger († 1948)
- 15. Oktober: Alice Greene, englische Tennisspielerin († 1956)
- 24. Oktober: August Erker, US-amerikanischer Ruderer († 1951)
- 20. Oktober: Camillo Pavanello, italienischer Turner († 1951)
- 30. Oktober: Hilaire Spannoghe, belgischer Fußballspieler († unbekannt)
- 000Oktober: George Van Cleaf, US-amerikanischer Schwimmer und Wasserballspieler († 1905)

### November
- 02. November: Marion Jones, US-amerikanische Tennisspielerin († 1965)
- 02. November: Edward Pepper, britischer Turner († 1960)
- 02. November: Samuel Sharman, US-amerikanischer Sportschütze († 1951)
- 03. November: Jean Porporato, französischer Automobilrennfahrer († unbekannt)
- 05. November: Otto Wahle, österreichischer Schwimmer († 1963)
- 08. November: Franz Seidl, österreichischer Rad- und Automobilrennfahrer sowie Flugpionier († 1913)
- 15. November: Henry Leeke, britischer Kugelstoßer, Hammer-, Speer- und Diskuswerfer († 1915)
- 15. November: Charles Thias, US-amerikanischer Tauzieher († 1922)
- 19. November: John Grieb, US-amerikanischer Turner und Zehnkämpfer († 1939)
- 19. November: Arthur Stockhoff, US-amerikanischer Ruderer († 1934)
- 23. November: Joseph Ryan, US-amerikanischer Ruderer († 1972)
- 25. November: Maurice Vignerot, französischer Krocketspieler († 1953)
- 26. November: Edgar Katzenstein, deutscher Ruderer († 1953)
- 27. November: Chris McKivat, australischer Rugbyspieler († 1941)
- 30. November: Louis Segondi, französischer Mittelstreckenläufer († 1949)

### Dezember
- 01. Dezember: Paul de Borman, belgischer Tennisspieler († 1948)
- 04. Dezember: Birger Sörvik, schwedischer Turner († 1978)
- 06. Dezember: Frederick Hird, US-amerikanischer Sportschütze († 1952)
- 07. Dezember: Mabel Taylor, US-amerikanische Bogenschützin († 1967)
- 12. Dezember: William Frank, US-amerikanischer Langstreckenläufer († 1965)
- 12. Dezember: Dirk Scalongne, niederländischer Fechter († 1973)
- 12. Dezember: Alfred Shrubb, britischer Leichtathlet († 1964)
- 15. Dezember: Emil Voigt, US-amerikanischer Turner († 1946)
- 17. Dezember: Domenico Durante, italienischer Fußballspieler und Maler († 1944)
- 17. Dezember: Oliver Schriver, US-amerikanischer Sportschütze († 1947)
- 19. Dezember: Beals Wright, US-amerikanischer Tennisspieler († 1961)
- 21. Dezember: Hilliard Lyle, kanadischer Lacrossespieler († 1931)
- 23. Dezember: Alexis Vedeux, französischer Turner († 1969)
- 24. Dezember: Otto Fickeisen, deutscher Ruderer († 1963)
- 24. Dezember: Fritz Jack, deutscher Fechter († 1966)
- 27. Dezember: Wilhelm Weber, deutscher Turner († 1963)
- 29. Dezember: Gerald Logan, englischer Hockeyspieler († 1951)
- 30. Dezember: Georges Pauwels, belgischer Gespannfahrer († unbekannt)
- 31. Dezember: Margareta Cederschiöld, schwedische Tennisspielerin († 1962)
- 31. Dezember: Vilhelm Vett, dänischer Segler († 1962)
- 31. Dezember: Albert Werkmüller, deutscher Leichtathlet, Fußballspieler und Turner († 1914)

### Genaues Geburtsdatum unbekannt
- Joseph Bertrand, französischer Schwimmer und Wasserballspieler († unbekannt)
- Perikles Kakousis, griechischer Gewichtheber († unbekannt)
- Petros Persakis, griechischer Turner († unbekannt)
- Ioannis Theofilakis, griechischer Sportschütze († 1968)

## Gestorben
- 13. März: Adolf Anderssen, deutscher Schachmeister (* 1818)